# 亚斯亚科豪尔毛
亚斯亚科豪尔毛，是匈牙利亚斯-瑙吉孔-索尔诺克州所辖的一个村，面积45.04平方公里，人口3,116，人口密度69.2人/平方公里（2010年1月1日）。